# Gösta Lundqvist
Gösta Lundqvist (ur. 15 sierpnia 1892 w Göteborgu, zm. 10 października 1944 tamże) – szwedzki żeglarz, olimpijczyk, zdobywca złotego medalu w regatach na letnich igrzyskach olimpijskich w 1920 roku w Antwerpii.
Na Letnich Igrzyskach Olimpijskich 1920 zdobył złoto w żeglarskiej klasie 30 m². Załogę jachtu Kullan tworzyli również Rolf Steffenburg i Gösta Bengtsson.